# Vlag van Vijfheerenlanden

Vlag van de gemeente Vijfheerenlanden

De vlag van Vijfheerenlanden is de gemeentelijke vlag van de Utrechtse gemeente Vijfheerenlanden. De vlag bestaat uit een witte achtergrond waarop het gemeentelogo is afgebeeld. Logovlaggen worden niet opgenomen in het vlaggenregister van de Hoge Raad van Adel omdat ze zich niet aan de regels van de vlaggenleer houden.
Amersfoort 
· Baarn 
· Bunnik 
· Bunschoten 
· De Bilt 
· De Ronde Venen 
· Eemnes 
· Houten 
· IJsselstein 
· Leusden 
· Lopik 
· Montfoort 
· Nieuwegein 
· Oudewater 
· Renswoude 
· Rhenen 
· Soest 
· Stichtse Vecht 
· Utrecht  
· Utrechtse Heuvelrug 
· Veenendaal 
· Vijfheerenlanden 
· Wijk bij Duurstede 
· Woerden 
· Woudenberg 
· Zeist